# إم. شاين بيل
إم. شاين بيل (بالإنجليزية: M. Shayne Bell)‏ (1957، أيداهو في الولايات المتحدة)؛ روائي أمريكي. درس في جامعة بريغام يونغ.